# Polaincourt-et-Clairefontaine
Polaincourt-et-Clairefontaine ist eine Gemeinde im französischen Département Haute-Saône in der Region Bourgogne-Franche-Comté.

## Geographie
Polaincourt-et-Clairefontaine liegt auf einer Höhe von 285 m über dem Meeresspiegel, fünf Kilometer südsüdwestlich von Vauvillers und etwa 30 Kilometer nordnordwestlich der Stadt Vesoul (Luftlinie). Das Dorf erstreckt sich im nördlichen Teil des Departements, auf einer Hochfläche nördlich des Grand Bois.
Die Fläche des 21,40 km² großen Gemeindegebiets umfasst einen Abschnitt in der leicht gewellten Landschaft östlich des oberen Saônetals. Der zentrale Teil des Gebietes wird von der Hochfläche von Polaincourt eingenommen, die durchschnittlich auf 300 m liegt. Sie wird überwiegend landwirtschaftlich genutzt, doch gibt es auch größere Waldflächen, insbesondere entlang der Gemeindegrenzen. Das Plateau wird untergliedert durch verschiedene Mulden und Trockentäler. Oberirdische Fließgewässer sind nur spärlich vorhanden: im Westen der Ruisseau des Prés, der bei Hurecourt entspringt, aber schon nach kurzer Laufstrecke wieder versickert. Ein Trockental setzt sich weiter fort bis zum Ruisseau de la Sacquelle, der bei Montureux-lès-Baulay in die Saône mündet. Ganz am Südostrand des Gebietes verläuft der Ruisseau du Batiqueux, ein Zufluss der Superbe. Das Niederschlagswasser versickert somit zumeist im porösen Untergrund.
Begrenzt wird das Gebiet im Norden von der Höhe von Hurecourt (bis 342 m), im Nordwesten vom Bois Lessus (310 m), im Süden von der ausgedehnten Waldung des Grand Bois, in dem mit 362 m die höchste Erhebung von Polaincourt-et-Clairefontaine erreicht wird, und im Südosten vom Wald von Clairefontaine. Mit einem schmalen Streifen erstreckt sich das Gemeindeareal südwärts bis in die Talniederung der Superbe. In geologisch-tektonischer Hinsicht besteht das Gelände zur Hauptsache aus Muschelkalk der mittleren Trias. An verschiedenen Orten treten auch sandig-mergelige und kalkige Sedimente zutage, die während der Lias (Unterjura) abgelagert wurden.
Die Doppelgemeinde besteht aus dem Hauptort Polaincourt (285 m) auf dem Hochplateau und der Siedlung Clairefontaine (250 m) in einem Seitentälchen der Superbe am Rand des Grand Bois. Nachbargemeinden von Polaincourt-et-Clairefontaine sind Hurecourt und Montdoré im Norden, Melincourt und Anchenoncourt-et-Chazel im Osten, Saint-Rémy-en-Comté, Senoncourt und Contréglise im Süden sowie Saponcourt und Ormoy im Westen.

## Geschichte
Überreste eines römischen Verkehrsweges weisen auf eine frühe Begehung und vermutlich auch Besiedlung des Gebietes hin. Das Zisterzienserkloster Clairefontaine wurde 1131 gegründet. Dessen Mönche machten die Gegend urbar und legten den Grundstein für die Besiedlung. Polaincourt wird im Jahr 1150 erstmals urkundlich erwähnt. Im Mittelalter gehörte der Ort zur Freigrafschaft Burgund und darin zum Gebiet des Bailliage d’Amont. Die lokale Herrschaft hatten die Vicomtes von Vesoul, Herren von Faucogney, inne. Das Kloster Clairefontaine wurde 1361 von den Grandes Compagnies ein erstes Mal zerstört. Im weiteren Verlauf wurde es 1569 von Truppen des Herzogs Wolfgang von Pfalz-Zweibrücken gebrandschatzt, 1595 von denjenigen unter Tremblecourt geplündert und 1636 im Rahmen des Dreißigjährigen Krieges erneut verwüstet.
Zusammen mit der Franche-Comté gelangte Polaincourt mit dem Frieden von Nimwegen 1678 definitiv an Frankreich. Während der Französischen Revolution wurde das Kloster säkularisiert und seine Güter zum Staatsbesitz erklärt. In den Gebäuden befand sich von 1804 bis 1932 eine Fayencemanufaktur und ab 1938 ein Spital. Heute ist Polaincourt-et-Clairefontaine Mitglied des 13 Ortschaften umfassenden Gemeindeverbandes Communauté de communes Agir Ensemble.

## Sehenswürdigkeiten

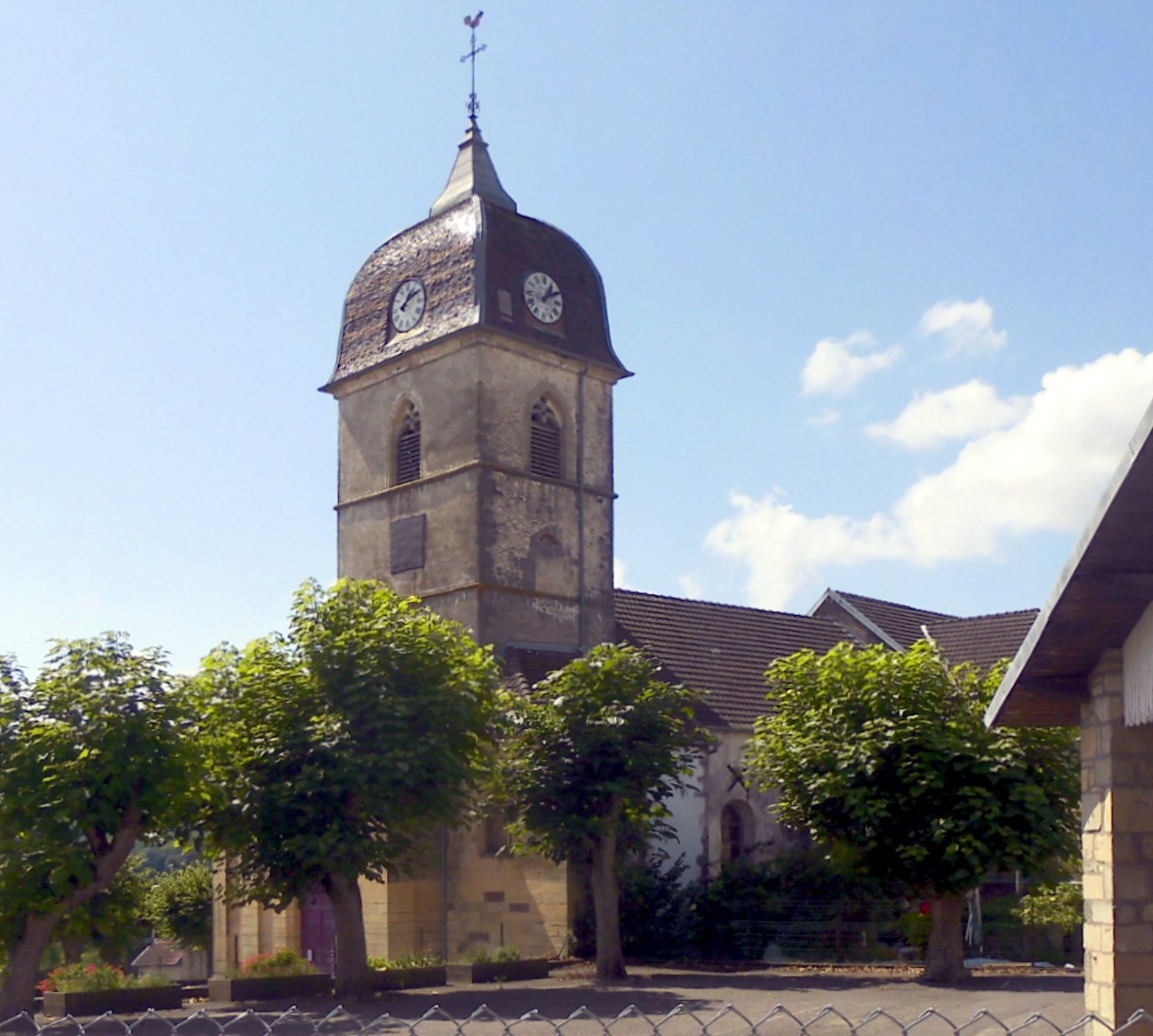
Kirche Saint-Martin

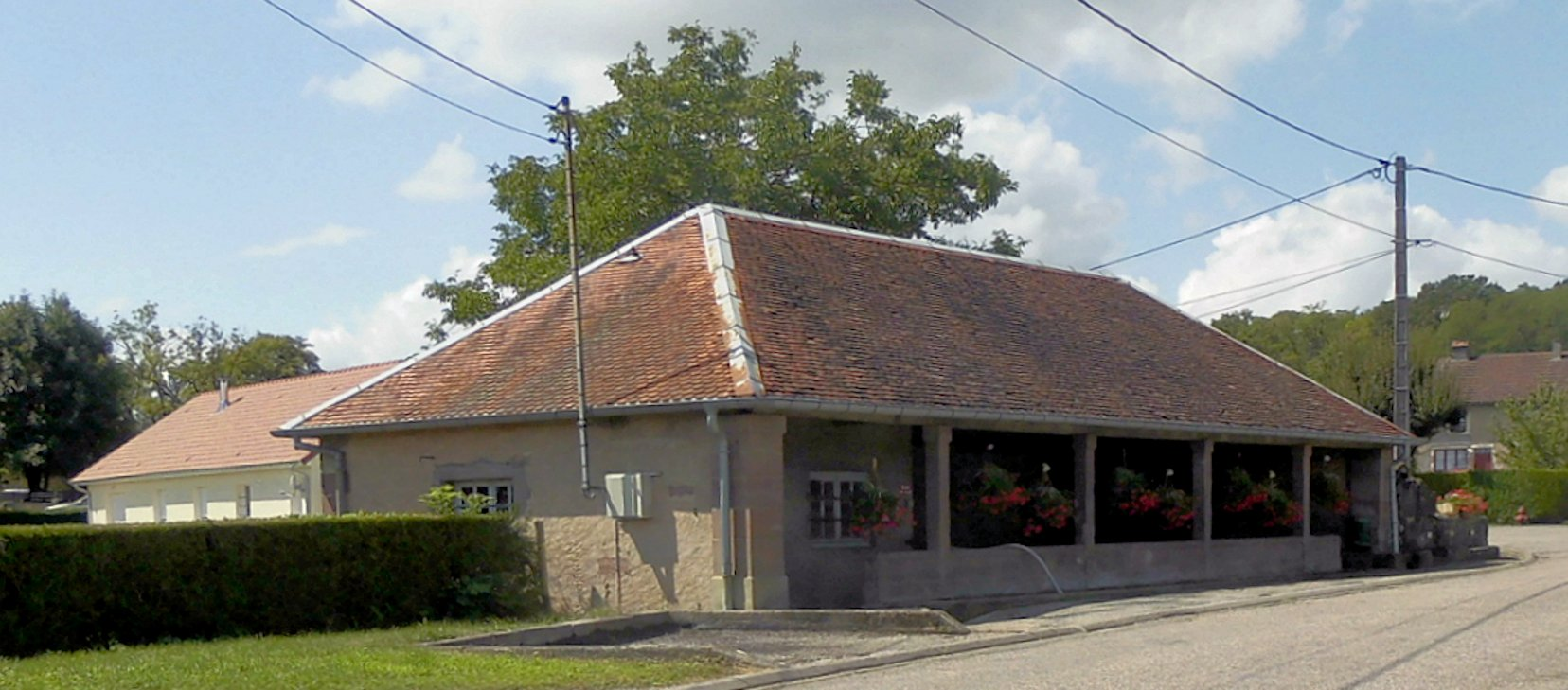
Lavoir (überdachtes Waschhaus)

Die Kirche Saint-Martin zeigt gotische Stilformen, wurde aber mehrfach verändert. Das Schiff stammt aus dem 16. Jahrhundert, das Querschiff und der Chorraum aus dem 19. Jahrhundert, die reich skulptierte Kanzel aus dem 17. Jahrhundert. Die heute erhaltenen Konventsgebäude des ehemaligen Klosters Clairefontaine wurden im 18. Jahrhundert errichtet und sind als Monument historique klassiert; einige Überreste des Kreuzgangs aus dem 12. Jahrhundert sind noch sichtbar.

## Bevölkerung
| Jahr                       | 1962 | 1968 | 1975 | 1982 | 1990 | 1999 | 2006 |
| Einwohner                  | 931  | 1048 | 1085 | 1221 | 1187 | 900  | 760  |
| Quellen: Cassini und INSEE |      |      |      |      |      |      |      |

Mit 600 Einwohnern (1. Januar 2022) gehört Polaincourt-et-Clairefontaine zu den mittelgroßen Gemeinden des Département Haute-Saône. Nachdem die Einwohnerzahl in der ersten Hälfte des 20. Jahrhunderts zunächst deutlich abgenommen hatte (1911 wurden noch 917 Personen gezählt), wurde von 1940 bis 1980 ein kontinuierliches Bevölkerungswachstum verzeichnet. In dieser Zeit hat sich die Einwohnerzahl mehr als verdoppelt. Seit 1990 wurde erneut ein Rückgang von 35 % beobachtet.

## Wirtschaft und Infrastruktur
Polaincourt-et-Clairefontaine war bis weit ins 20. Jahrhundert hinein ein vorwiegend durch die Landwirtschaft (Ackerbau, Weinbau und Viehzucht) und die Forstwirtschaft geprägtes Dorf. Heute gibt es verschiedene Betriebe des Klein- und Mittelgewerbes, darunter eine Fabrik, die landwirtschaftliche Geräte und Maschinen herstellt. In den Gebäuden von Clairefontaine ist eine psychiatrische Klinik untergebracht. Viele Erwerbstätige sind auch Wegpendler, die in den größeren Ortschaften der Umgebung ihrer Arbeit nachgehen.
Die Ortschaft liegt abseits der größeren Durchgangsachsen an einer Departementsstraße, die von Vauvillers nach Faverney führt. Weitere Straßenverbindungen bestehen mit Saponcourt, Hurecourt, Melincourt und Anchenoncourt.